# Católico da Índia
O Católico da Índia (em malaiala: ഇന്ത്യ കാത്തലിക്) ou Mafriano da Índia (em siríaco: ܡܦܪܝܢܐ, translit.: Mafiryono), anteriormente conhecido como o Católico do Oriente e Metropolita de Malankara, é um ofício eclesiástico da Igreja Ortodoxa Siríaca. Ele é o Católico (Mafriano) e líder espiritual e chefe regional da Igreja Cristã Síria Jacobita, o corpo indiano da Igreja Ortodoxa Siríaca, e funciona em uma posição eclesiástica perdendo apenas para o Patriarca Ortodoxo Siríaco de Antioquia, e seu nome é comemorado na liturgia em todas as arquidioceses siríacas ortodoxas na Índia. A posição foi renomeada como 'Católico da Índia' em 2002, de acordo com sua jurisdição atual.
Após a morte de Basílio Tomás I em 31 de outubro de 2024, o cargo ficou vago. O atual Católicoda Índia é Baselios Joseph, que foi elevado em 25 de março de 2025.